# Оголошено розшук...
«Оголошено розшук…» (рос. «Объявлен розыск…») — радянський двосерійний телефільм 1981 року, режисера Гліба Селянина. Знятий за повістю Миколи Леонова «Інюрколегія розшукує».

## Сюжет
У Ленінграді і області відбувається кілька пограбувань, але злочинець не залишає слідів. Інюрколегія оголошує, що адміністратор пансіонату «Відпочинок» Балясін несподівано отримує у спадок велику грошову суму, і міліція вирішує влаштувати злочинцеві пастку, вважаючи, що повз таких грошей той не пройде. У пансіонат прибуває співробітник карного розшуку, і незабаром стає ясно, що невловимий злочинець — один з відпочиваючих в пансіонаті.

## У ролях
- Наталія Данилова —  Марина, яка відпочиває в пансіонаті
- Юрій Демич —  Валентин Петрович Сьомін
- Віктор Костецький —  Михайло Олексійович Зотов, слідчий
- Володимир Особик —  Сергій Іванович Миронов
- Віталій Юшков —  міліціонер
- Олексій Ян —  Володимир Іванович Балясін
- Валерія Кисельова —  офіціантка в пансіонаті

## Знімальна група
- Сценарій і постановка: Гліб Селянин
- Ведучий оператор: Андрій Гусак
- Композитор: Ігор Цвєтков
- Звукорежисер: Євген Зелінський
- Художник: Ольга Бекетова